# Declaração de Filadélfia
A Declaração de Filadélfia (10 de Maio de 1944) foi uma declaração que tinha como proposta reafirmar os objetivos tradicionais da Organização Internacional do Trabalho (OIT). Ramificou-se em duas novas direções: a centralidade dos direitos humanos à política social e a necessidade de planejamento econômico internacional.:481–2 Com o fim da Segunda Guerra Mundial, procurou-se adaptar os princípios orientadores da OIT "às novas realidades e às novas aspirações despertadas pelas esperanças de um mundo melhor.":287A declaração foi aprovada na 26ª Conferência da OIT, em Filadélfia, nos Estados Unidos.:481 Em 1946, quando a Constituição da OIT estava sendo revisada pela Conferência Geral convocada em Montreal, a Declaração de Filadélfia foi anexada à Constituição e faz parte integrante do artigo 1º.:287
A declaração foi elaborado pelo então Diretor da OIT em exercício, Edward J. Phelan, e C. Wilfred Jenks.:481 A maioria das exigências da declaração foi resultado de uma parceria de sindicatos americanos e da Europa Ocidental e do secretariado da OIT.:481

## Termos gerais
A declaração começa com objetivos e propósitos gerais para a OIT e então enumera reformas específicas que, ao contrário daquelas na constituição original da OIT, são expressas em termos mais amplos para atender as necessidades e aspirações imediatas e futuras e evitar que qualquer provisão se gaste.:288–9

## Estrutura
A declaração focada em uma série de princípios fundamentais que incorporam o trabalho da OIT. Estes incluem:
- O trabalho não é uma mercadoria. (I, a)
- a liberdade de expressão e de associação é uma condição indispensável a um progresso ininterrupto.
- a penúria, seja onde for, constitui um perigo para a prosperidade geral. (I, c)
- a luta contra a carência, em qualquer nação, deve ser conduzida com infatigável energia, e por um esforço internacional contínuo e conjugado, no qual os representantes 20 dos empregadores e dos empregados discutam, em igualdade, com os dos Governos, e tomem com eles decisões de caráter democrático, visando o bem comum. (I, d)
- Todos os seres humanos de qualquer raça, crença ou sexo, têm o direito de assegurar o bem-estar material e o desenvolvimento espiritual dentro da liberdade e da dignidade, da tranqüilidade econômica e com as mesmas possibilidades (II, a)

Para atingir estes objetivos fundamentais, é necessária "uma ação eficaz nos domínios internacional e
nacional" (IV).:288
A declaração não prevê seus princípios universais dando origem a padrões laborais uniformes, mas afirma expressamente que deve-se "levar em conta, nas variedades dessa
aplicação, o grau de desenvolvimento econômico e social atingido por cada um", mas que "sua aplicação progressiva, tanto àqueles que são
ainda dependentes, como aos que já se podem governar a si próprios, interessa o
conjunto do mundo civilizado" (V).:288

## Avaliação
A OIT, como a maioria do sistema da Liga das Nações, hibernou no final de 1930. A Declaração de Filadélfia, trouxe-o de volta à vida.:941
A Declaração de Filadélfia previa a OIT como a agência principal entre os organismos internacionais especializados, colocando a OIT "no mesmo plano que a ONU como a contrapartida econômica desse corpo político mundial.":482 Em vez disso, o papel que foi previsto para a OIT foi tomada pelo Conselho Econômico e Social das Nações Unidas.:482:45
A ênfase da declaração sobre direitos humanos era dar mais frutos: A OIT promulgou uma série de convenções e recomendações relativas à inspeção do trabalho, liberdade de associação, o direito de organização e negociação coletiva, igualdade de salários, contra o trabalho forçado e a discriminação.